# Chiesa di San Vito (Favara)
La chiesa di San Vito è un edificio religioso di Favara.

## Storia
È dedicata oltre che a san Vito, anche alla Madonna della Neve. Il culto per questa madonna, era presente nella chiesa di San Nicola di Bari, e solo nel 1792, quando questa minacciava rovina, se ne ordinò il trasferimento nella chiesa di San Vito.
L'edificio risulta già presente nel 1608 e viene a occupare la parte più alta ed estrema dell'impianto urbano medievale. Si trattava di una costruzione di recentissima fattura, visto che la confraternita di San Vito, nel 1601, era stata creata all'interno della chiesa Madre, che ospitava un altare dedicato a questo santo. Tra la fine del Settecento e i primi anni dell'Ottocento fu ricostruita per volere del sacerdote Vincenzo Mendolia. Morto costui nel 1802, i lavori vennero ripresi per opera del maestro Benedetto Castellana nel 1808. Questi contribuì alle spese per la realizzazione della chiesa, ultimata nel 1812, quando vennero eseguiti gli stucchi all'interno.

## Esterno
La chiesa, che presenta una facciata in stile neoclassico, intorno alla metà dell'Ottocento era, a testimonianza di un contemporaneo, una delle più eleganti del paese.
Il campanile della chiesa fu costruito nella prima metà del Settecento, per volere dell'allora sacerdote Filippo Iacolino.

## Eventi straordinari
Il 7 dicembre 2011 sono iniziati i festeggiamenti dell'apertura dell'anno del bicentenario della chiesa, durante la quale il 10 febbraio 2012, papa Benedetto XIV, su richiesta del parroco e dell'arcivescovo Francesco Montenegro, ha concesso, per l'occasione, l'indulgenza plenaria ai fedeli. I festeggiamenti si sono chiusi ufficialmente il 10 novembre 2012.

## Curiosità
Per molti anni, il rettore di questa chiesa è stato il vescovo Filippo Iacolino.